# 妖娆哥
妖娆哥是一位2010年3月30日现身于天津市滨江道的異装皇后，因其在街头随着音乐起舞引起了众人围观，于是在网上爆红起来。
他身着白色T恤、枚红色紧身裤、镶钻腰带、留着齐刘海的女士发型，掐着兰花指、走猫步、动作妩媚。
后来，“妖娆哥”遭禁止，该视频被拍下上传到网络上，妖娆哥仅仅因为“晒自我”就被强力执法遂引起了网络争论。